# 李鑑 (正統進士)
李鑑（1407年—？），字明遠，湖廣長沙府安化縣人，軍籍。明朝政治人物。進士出身。

## 生平
湖廣鄉試第三十名。正統七年（1442年）壬戌科會試第二十一名，殿試登進士第二甲第四十五名。

## 家族
曾祖父李伯英。祖父李惟隆，曾任元鎮撫。父亲李鼎言，曾任甲午貢士。